# Dammkärren
Dammkärren är en sjö i Gnesta kommun i Södermanland och ingår i Svärtaåns huvudavrinningsområde. Sjöns area är 0,022 kvadratkilometer och den är belägen 40 meter över havet.
Pluralformen i namnet syftar egentligen på denna sjön och den lilla dammen norr därom, egentligen är sjöarna hyttdammar för det nedlagda Lundholms bruk.